# Lola (mitología)
La lola es el nombre de un personaje femenino de una leyenda característica del norte de Chile, aunque también se encuentra presente en menor medida en las regiones centrales. 

## Descripción
La Lola junto al Alicanto son unos de los mitos más populares arraigados en la tradición minera del norte de Chile. La versión más conocida de esta leyenda la describe como el alma en pena de una mujer, la cual se caracteriza por deambular arrastrando el ataúd de su esposo muerto.

## Leyenda
La leyenda cuenta la historia de una mujer bellísima llamada Dolores, que vivía en el norte de Chile; y que era deseada por la mayoría de los hombres, quienes la llamaban "Lola". Ella tenía un padre que vivía para cuidar a su hija y distanciarla de sus enamorados, a la espera de que llegara el hombre indicado para ella. Sin embargo un día conoció a un joven y pobre minero del cual se enamoró perdidamente; y como sabía que su padre no lo aceptaría, decidió irse de su casa y escaparse con aquel hombre para casarse con él.
Al poco tiempo, se unieron a un grupo de mineros que caminaba tras la búsqueda de una veta del apreciado oro o plata, y es así como el matrimonio encuentra la riqueza y comienza la faena. Todo parecía que iba a ser pura felicidad en sus vidas, pero el hombre que ella quería realmente no la amaba, y ya no era un esposo dedicado a ella; debido a que el minero, con la riqueza que obtenía, solo se dedicaba a conquistar otras mujeres.
Sin embargo, al poco tiempo lo vio besándose con otra mujer. Enfurecida por el engaño y los celos, esperó al minero en su hogar, y lo mató con un puñal. Después huyó a los cerros dando gritos y alaridos arrepentida de lo que había hecho. Al tiempo, regresó al poblado donde vivía, víctima de la locura, solo sabiendo reír y murmurando que los habían asaltado y que asesinaron a su marido. 
Enloquecida, posteriormente fue en búsqueda del cadáver que estaba en un ataúd negro, y huyó a los cerros con él, tratando de encontrar al criminal de su esposo (que realmente no era nadie más que ella). Es así como comenzó a vagar por las altas cimas de la cordillera y por los faldeos; hambrienta, descalza, desgreñada; Siempre con el deseo de venganza contra el criminal de su amado esposo, hasta el fin de sus días. Pero como obviamente nunca encontraría a ese criminal, luego de morir en los cerros, su alma no pudo encontrar descanso, y desde entonces su espíritu vengativo recorre los cerros y las minas; y sus correrías la hacen ser conocedora de los sitios donde se encuentra el preciado metal.

## Cultura
Chile